# Silzer Sattel

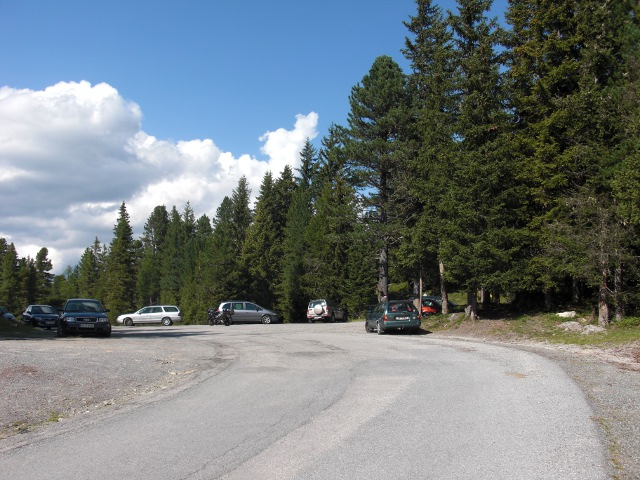
Passhöhe

Der Silzer Sattel (in der ÖK50 Sattele) ist ein Tiroler Alpenpass, der das Oberinntal mit dem parallel verlaufenden Nedertal verbindet. Vom Oberinntal bei Haiming kommend überwindet die Straße über den Sattel mehr als 1000 Höhenmeter und erreicht bei einer Höhe von 1690 m ü. A. ihren höchsten Punkt. Von dort bis zum Ort Ochsengarten an der Kühtaistraße (L237) fällt diese dann nur etwa 150 Meter wieder ab.